# Андресен, Андреас
Андреас Андресен (нем. Andreas Andresen; 14 ноября 1828, Лойт, Шлезвиг-Гольштейн — 1 мая 1871) — немецкий писатель, искусствовед, составитель каталогов гравюр.

## Биография
Учился в Киле, Берлине, Бонне и Мюнхене. С 1857 по 1862 год работал в Германском национальном музее в Нюрнберге. Затем он отправился в Лейпциг, где стал главой Наумановского архива рисовального искусства (Naumanns Archiv für die zeichnenden Künste). После смерти Рудольфа Вейгеля в 1870 году руководил также изданием каталога лейпцигского аукциона предметов искусства.
Написал ряд сочинений по гравёрному делу, в том числе четырёхтомное издание «Немецкие гравёры XIX века» (нем. Deutsche Maler-Radirer des XIX Jahrhunderts; Лейпциг, 1866—1870, с предисловием Э. И. Вессели, переиздание 1971), «Руководство для собирателя гравюры» (нем. Handbuch für Kupferstichsammler; Лейпциг, 1870—1872), книгу о Никола Пуссене, а также неоконченное продолжение к справочнику Г. К. Наглера «Монограммисты».